# Aleksandr Jerochin
Aleksandr Jurijewicz Jerochin, ros. Александр Юрьевич Ерохин (ur. 13 października 1989 roku w Barnaule) – rosyjski piłkarz występujący na pozycji pomocnika. Od 2017 roku jest piłkarzem Zenitu Petersburg.